# Centaurea splendens
Centaurea splendens — вид квіткових рослин родини айстрових (Asteraceae). Ареал: Болгарія, пд. Україна (західний берег р. Буг).